# 本特戈蒂体育场
马尔科·安东尼奥·本特戈蒂体育场（Stadio Marcantonio Bentegodi），意大利维罗纳的一个体育场。该体育场现在是切沃足球俱乐部与维罗纳足球俱乐部的主场。